# Železniční nehoda v Nových Zámcích
Železniční nehoda v Nových Zámcích na Slovensku se stala 27. června 2024 krátce po 17. hodině na území Nových Zámků, 2 km východně od centra tohoto města. Na železničním přejezdu došlo ke srážce linkového autobusu s mezinárodním expresem EC 279 z Prahy do Budapešti. Zemřelo 7 lidí a dalších nejméně 5 osob bylo zraněno.

## Průběh události
K události došlo krátce po 17. hodině, chvíli poté, co vlak opustil stanici Nové Zámky na železničním přejezdu, kde se střetl s autobusem společnosti Arriva jedoucím na lince Nové Zámky – Kolta. V době nehody cestovalo v autobusu 8 lidí a řidič, zatímco vlakem cestovalo více než 100 cestujících  Třiapadesátiletý řidič byl zkušený, autobusy řídil přes 30 let. Přejezd, na kterém k nehodě došlo, byl vybaven světelným zabezpečovacím zařízením a závorami. Těsně před nehodou přes přejezd projel jiný vlak, během jehož průjezdu byla světelná signalizace v činnosti, závory stažené a autobus před nimi stál. Po projetí prvního vlaku došlo ke zvednutí závor a byla uvedena v činnost pozitivní signalizace (blikalo bílé světlo), načež autobus vjel do kolejiště. V tom okamžiku však z opačného směru přijel na přejezd vlak EC 279 a následně došlo ke střetu vlaku s autobusem. Náraz autobus roztrhl na dvě části, jedna byla odmrštěna do srázu vedle kolejiště, pod vlakem zaklíněná část začala spolu s lokomotivou hořet a do okolí se valil hustý dým.
Po nehodě nedošlo k panice, cestující z vlaku několik minut zůstali uvnitř a následně jim bylo umožněno, aby se vydali podél vlaku kolejištěm zpátky na nádraží.

## Záchranná akce
K nehodě bylo vysláno pět sanitek a tři záchranářské vrtulníky, které raněné rozvezly do nemocnic v Levicích, Galantě, Komárně, Nitře a Bratislavě; nemocnice v Nových Zámcích byla po nedávné průtrži mračen uzavřena. Desítky nezraněných cestujících byly z vlaku evakuovány.

## Likvidace nehody
Požár přijeli bezprostředně uhasit hasiči. Celý den až do večerních hodin byly na místě desítky pracovníků odstraňujících následky nehody. Po 23. hodině došlo k odtažení části havarovaného autobusu. V dalších hodinách probíhaly práce na odtažení vlakové soupravy. Provoz na mezinárodním železničním koridoru z Prahy do Budapešti byl přerušen a společnost ZSSK zajistila náhradní dopravu do Štúrova. Provoz po jedné koleji, která byla před nehodou v provozu, byl obnoven ještě tu noc ve 3:05 a ráno už vlaky nabíraly minimální zpoždění. Než k obnovení došlo, mezinárodní vlaky místo objížděly přes Rajku v Maďarsku.

## Oběti a zranění
Autobus vezl 8 lidí a řidiče. Sedm lidí z autobusu zemřelo, včetně řidiče, a dva cestující přežili. Celkem nejméně 5 lidí bylo zraněno, z toho dva byli ve vážném stavu, jeden z nich s velmi poraněným hrudníkem, nicméně mimo ohrožení života. Ve vlaku cestovalo přes 100 lidí, strojvedoucí lokomotivy byl ošetřen s lehkými popáleninami na místě, nikdo jiný ve vlaku zraněn nebyl.
Šest obětí včetně řidiče autobusu bylo z obce Semerovo, šlo o tři mladší a tři starší lidi, nejmladší oběti bylo 21 let. Dle tamního starosty Petera Čelka byl řidič, rodák ze Semerova, mnohaletým spolehlivým řidičem. Starosta vyjádřil soustrast zrušením všech akcí na následující týden.

## Škody

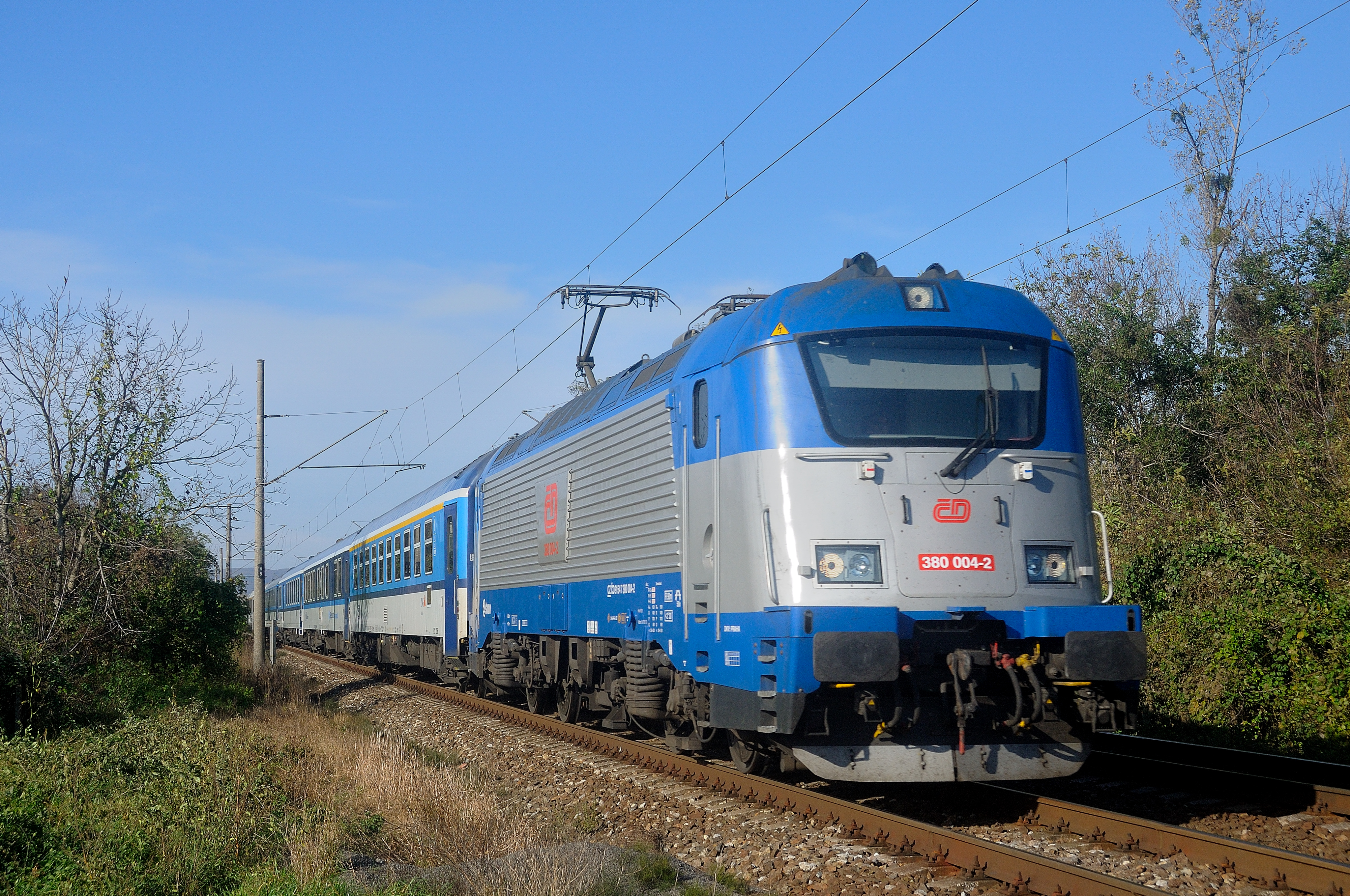
Lokomotiva 380.004, která byla účastníkem nehody

Autobus společnosti Arriva byl zcela zničen. Náraz a následný požár vážně poškodil i lokomotivu 380.004 Českých drah, která vlak vedla. Ten byl na území Slovenské republiky dopravován společností ZSSK. České dráhy později rozhodly o zrušení teté lokomotivy.

## Vyšetřování
Na místo dorazil bezprostředně po nehodě soudní znalec z odboru silniční dopravy. Kynologové se psy během noci ohledávali místo nehody a přítomní policisté zajišťovali důkazy.
Druhý den ministr dopravy Jozef Ráž představil první výsledky vyšetřování. Roli při nehodě hrálo více faktorů. Den před nehodou došlo v oblasti vlivem dešťů k záplavám a došlo tak k vyloučení jedné koleje na této trati z provozu, ta tak byla pro vlakovou dopravu uzavřená. Signalizace pro řidiče a systém řízení závor byly kvůli tomu na této koleji vypnuté, což bezprostředně vedlo k vyjetí autobusu do kolejiště pod kola vlaku.
Předběžné výsledky vyšetřování podle ministra ukazovaly, že vlak se na kolej nedostal vinou systémového nebo technického selhání, což ukazovalo na možné selhání lidského faktoru. Dopravce ZSSK, jehož vozovou soupravu táhla lokomotiva Českých drah s českým strojvůdcem, vydal vyjádření, že strojvůdce se zachoval vysoce profesionálně a dle předpisů. Ve ztížených podmínkách zapříčiněných opravami koleje udělal vše, co bylo v jeho silách, a situaci, kterou nemohl očekávat, neměl možnost předejít. Posádka vlaku i strojvůdce dle společnosti postupovali po nehodě pohotově.
Dle laické veřejnosti bylo dalším faktorem i to, že z přejezdu je špatný rozhled a řidič tak nemusel vlak zaznamenat. Rozhledu brání husté keře, přejezd je navíc v zatáčce a do kopce.
Dle závěrů interního šetření ŽSR, došlo k pochybení dispozičního výpravčího, který zapomněl znovu obnovit činnost systém obsluhy závor na dotčeném železničním přejezdu. Ten byl předtím odpojen kvůli opravám trati po nedávných povodních.

## Trestní odpovědnost
Den po nehodě policie zahájila stíhání ve věci trestných činů obecného ohrožení, usmrcení a ublížení na zdraví.

## Reakce

### Slovensko
Soustrast pozůstalým vyjádřil ministr vnitra Matúš Šutaj Eštok, který dorazil v průběhu záchranných akcí na místo nehody. Z Bruselu kondoloval pozůstalým prezident Peter Pellegrini, na Facebooku vyjádřil svou soustrast ministr dopravy Jozef Ráž.
Portál Donio krátce po havárii založil sbírku pro pozůstalé a těžce zraněné. Den po srážce už bylo vybráno 15 tisíc eur, což odpovídalo částce přes 370 tisíc Kč.